# Guillaume Vogels

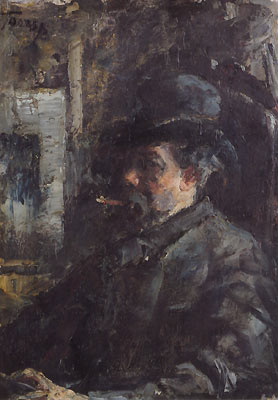
Jan Toorop: Porträt Guillaume Vogels

Guillaume Vogels (* 9. Juni 1836 in Brüssel; † 9. Januar 1896 in Ixelles) war ein belgischer Maler. Nach einer Ausbildung zum Dekorationsmaler wandte sich Vogels zunächst einer traditionellen Landschaftsmalerei in dunklen Farben und realistischer Malweise zu, bevor er, beeinflusst durch zeitgenössische künstlerische Strömungen aus Frankreich, eine hellere Palette und eine skizzenhafte Malweise verwandte. Besonders durch sein Spätwerk, geprägt durch in Grautöne gehaltene melancholische Herbst- und Winterlandschaften, gehört Vogels zu den Hauptvertretern des belgischen Impressionismus. Sein Werk beeinflusste den jungen James Ensor und weitere Maler der nachfolgenden Künstlergeneration.

## Leben
Über die frühen Lebensjahre des Künstlers ist wenig bekannt. Vogels kam als Sohn eines Arbeiters zur Welt. Nach dem Besuch der Volksschule erlernte er den Beruf des Anstreichers und Dekorateurs, den er 1855 mit der Meisterprüfung abschloss. Dieser Beruf war für Vogels der erste Schritt zu seiner späteren Karriere als Kunstmaler, da im 19. Jahrhundert zum Berufsbild auch einfache figürliche Dekorationsmalereien, wie etwa Blumengirlanden oder Ornamentfriese, gehörten. Er leitete später in Brüssel unter dem Namen Peinture et Décoration einen Malereibetrieb und erwarb im nahe gelegenen Ixelles ein eigenes Haus. In diesem Malereibetrieb arbeitete ebenfalls der aus Griechenland stammende Maler Périclès Pantazis, mit dem Vogels bis zu dessen Tod 1884 eine enge Freundschaft verband. Durch Pandazis beeinflusst, der zuvor in Paris die Werke von Gustave Courbet und Édouard Manet studiert hatte, wandte sich Vogels der Landschafts- und Stilllebenmalerei zu.
Um 1870 begab sich Vogels nach Paris, wo er Anschluss an die Maler der Künstler der Schule von Barbizon fand. In Belgien nahm er erstmals 1874 in Gent an einer Kunstausstellung teil. Es folgte 1876 die Teilnahme an einer Ausstellung des Cercle Artistique in Brüssel. Die zeitgenössische Kritik beurteilte seine Arbeiten eher ablehnend und formulierte hierzu beispielsweise Kommentare wie „Mit falschen Farbtönen peitscht er über seine Bilder, wie ein Rasender trommelt er auf seine Landschaften los; dies ist schlechtbegriffenes Ungestüm“. 1878 und 1881 beteiligte er sich an Ausstellungen der Vereinigung La Chrysalide. Seinen internationalen künstlerischen Durchbruch erreichte Vogels 1880 mit der Teilnahme am Salon de Paris, wo sein Gemälde Kanal in Holland allgemeine Anerkennung fand.
Besonders in Brüssel pflegte Vogels enge Freundschaften zu avantgardistischen Künstlern und Kunstkritikern, die seinen von Konventionen unabhängigen, Stil beeinflussten. Vogels gehörte gemeinsam mit seinem Freund Pandazis zu den ersten Mitgliedern der von dem Kunstschriftsteller Octave Maus 1884 begründeten Künstlervereinigung Les XX, die die Entwicklung der belgische Malerei des ausgehenden 19. Jahrhunderts maßgeblich mitbestimmte. Hier traf Vogels auch den über zwanzig Jahre jüngeren James Ensor, dessen Frühwerk durch Vogels geprägt wurde. Zusammen mit Ensor begab sich Vogels vermutlich 1886 zu einer Studienreise nach England. Nachgewiesen ist ein gemeinsamer Aufenthalt der beiden Künstler 1892 in den Niederlanden, bei dem die Museen von Amsterdam und Harlem gemeinsam besucht wurden. Bei der dritten Ausstellung der Les XX sah Vogels erstmals Werke der französischen Impressionisten, deren Motivwahl sich in den späteren Bildern von Vogels wiederfindet. Nach der Auflösung der Les XX 1893 beteiligte sich Vogels wiederholt an den Ausstellungen der ebenfalls von Octave Maus gegründeten Künstlervereinigung La Libre Esthétique. Vogels übte nicht nur auf Ensor erheblichen Einfluss aus, sondern prägte auch den Stil von Malern wie Willy Finch, Eugène Laermans und Théo van Rysselberghe. Vogels starb am 9. Januar 1896 und wurde auf dem Friedhof von Ixelles bestattet.

## Werk
Vogels hinterließ keine schriftlichen Zeugnisse, die über sein Werk Aufschluss geben könnten und hat seine Werke nicht datiert, was die zeitliche Einordnung seiner Bilder erschwert. Erst die große Retrospektive seiner Werke 1936 im Brüsseler Palais des Beaux-Arts erlaubte es den Ausstellungskurator Paul Colin eine zeitliche Einordnung seiner Werke vorzunehmen. Das Frühwerk von Vogels ist geprägt durch die belgischen Künstler Louis Artan und Hippolyte Boulenger. Beispielsweise zeigen die Gemälde Hafenmole in Ostende oder Nordsee, Gewitter sowohl in der Farbgebung, als auch in der Themenwahl Parallelen zur traditionellen belgischen Landschaftsmalerei. Auch fand sich in der Privatsammlung von Vogels ein Gemälde von Boulenger. Sein Freund Pandazis brachte ihm die zeitgenössischen französischen Malerei näher. In seinem Spätwerk finden sich wiederum Einflüsse der altmeisterlichen flämischen Malerei, die Vogels zu einer eigenen Interpretation des Impressionismus führte. In den meisten seiner Werke verzichte Vogels auf eine ausgeprägte Farbigkeit und wählte stattdessen eine Vielzahl von Grautönen zur Gestaltung seiner Bilder. Dies tritt besonders bei seinen Schneelandschaften der letzten Lebensjahre in Erscheinung. Seine auffällig lockere Pinselführung nahm hierbei scheinbar den kommenden Expressionismus vorweg.

## Werkeauswahl

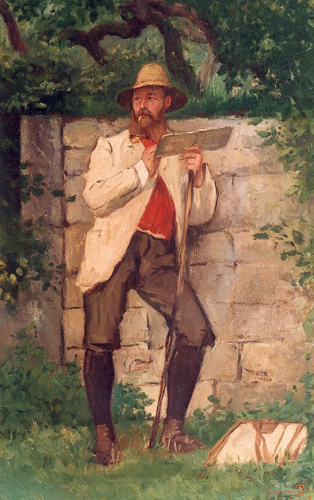
Porträt Hyppolyte Boulenger
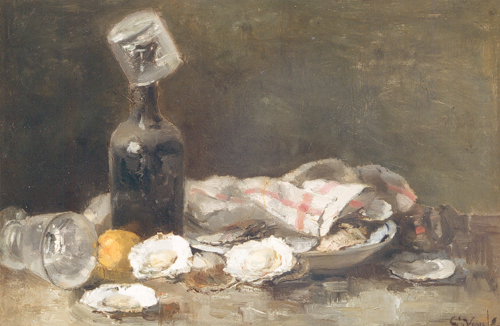
Austern
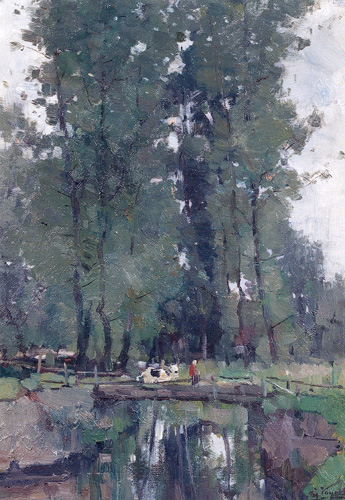
La Sennette à Ruysbroeck
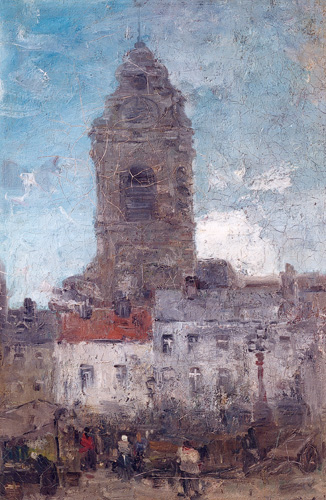
Der Kirchturm von Sainte-Catherine
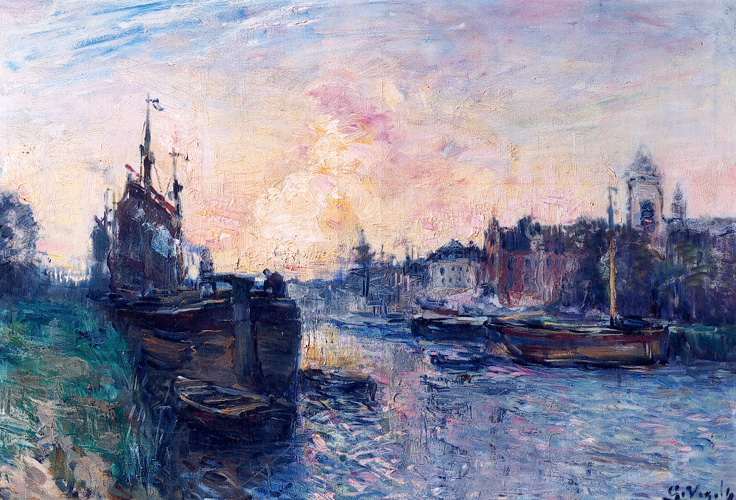
Kanal in Holland
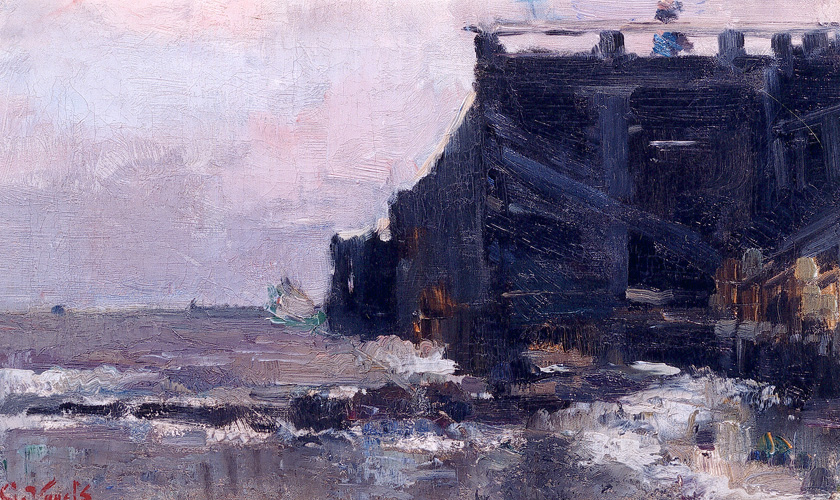
Die Mole von Ostende
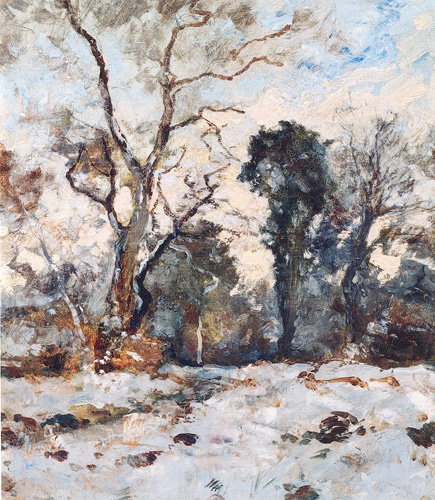
Les fougères sous la neige
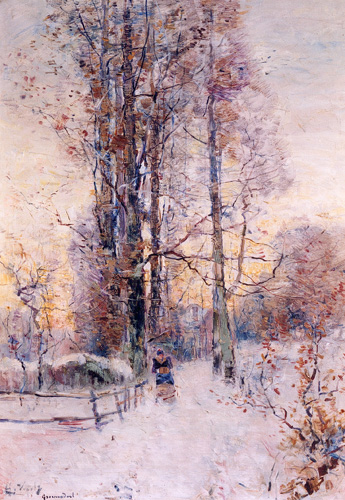
Winter bei Groenendaal